# Анхедония
Анхедонията (от гръцки: ἀν- – отрицателна представка и ἡδονή – наслаждение) е неспособност да се влезе в приятно състояние или да се усети удоволствие, както и загуба на интерес от всички области на дейност, които обикновено носят удоволствието. Анхедонията е ненормално състояние на психиката. Обикновено се открива при психични разстройства като депресия, тревожност, шизофрения и някои други. При всяко разстройство анхедонията има свои характерни особености.